# La bête est morte !
La bête est morte ! est un album de bande dessinée publié en 1944, dessiné par Edmond-François Calvo, sur un scénario de Victor Dancette, éditeur de publications pour la jeunesse, et de Jacques Zimmermann.

## L'album
La bête est morte ! raconte, en deux volumes, la Seconde Guerre mondiale, sous forme de satire animalière du conflit et de l'occupation,. La bande dessinée ayant été publiée après la libération de la France, mais quelques mois avant la fin du conflit en Europe, la fin de l'histoire annonce la chute d'Hitler sans la décrire. Le récit raconte pour l'essentiel le conflit en Europe, mais une page est consacrée à la guerre du Pacifique.
C'est une des rares bandes dessinées françaises réalisées pendant l'Occupation[réf. nécessaire], avec Les Trois Mousquetaires du maquis de Marijac. L'œuvre est créée peu après le dessin animé Blitz Wolf de Tex Avery, mais il semble peu probable que les auteurs aient pu le voir. Le style de Calvo, en revanche, est influencé par les dessins animés de Walt Disney.
En 2024, la BNF déclare souhaiter acquérir les planches originales et lance une souscription publique à cet effet. L'acquisition est réalisée en 2025.
Le réalisateur Matthieu Kassowitz annonce en 2024 en préparer une adaptation cinématographique, pour laquelle il « envisage un film mêlant prises de vues réelles et animation ».

## Un extrait
« La défaite indiscutable, totale, décisive infligée aux Barbares par les Bisons et les Dogs après leur débarquement, le soulèvement magnifique des Lapins de notre capitale, la libération des neuf dixièmes de notre sol par les Bisons, la délivrance du pays des Lionceaux par les Dogs, l’avance foudroyante et irrésistible des Ours à travers la Barbarie, tous ces évènements inouïs que nous attendons depuis plus d’un lustre et qui se précipitaient, fulgurants, en l’espace de quelques lunes, sonnaient bien le glas de la domination du Grand Loup.
La Bête déchainée – dont le règne devait durer mille ans ! était enfin terrassée après cinq années de luttes, de souffrances et de sacrifices de tous les animaux pacifiques. On devinait son agonie toute proche et déjà le régime qu’il avait instauré sentait le cadavre. »

## Les deux fascicules
- Quand la bête est déchainée. « Entre Le Vésinet et Ménilmontant, dans la gueule du Grand Loup (Adolf Hitler), au groin du Cochon décoré (Hermann Göring), et sans l'autorisation du Putois bavard (Joseph Goebbels), cet album a été conçu et rédigé par Victor Dancette et Jacques Zimmermann, et illustré par Calvo sous la direction artistique de William Péra. Il a été gravé et imprimé par la Néogravure, pendant le troisième mois de la Libération. »
- Quand la bête est terrassée, conçu sous l'occupation et réalisé dans la liberté, ce deuxième fascicule a été écrit par Victor Dancette sous les calmes ombrages du Vésinet, encore illustré par Calvo et « achevé d'imprimer en juin 45 avec l'espoir que la bête est bien morte ».

Des rééditions sont sorties en 1977 chez Futuropolis et en 1995 chez Gallimard. L'édition Futuropolis contient également des reproductions monochromes pleine page de Calvo parues initialement dans le journal L'Armée française au combat à la fin de la Seconde Guerre mondiale. Elle reproduit aussi, en pages intérieures, les couvertures des deux albums initiaux, mais en des dessins grisés et quelque peu agrandis, alors qu'ils étaient polychromes. La comparaison des deux représentations du Grand Loup sont parlantes : la première le montre dans la fierté de la victoire, alors que la seconde lui attribue un œil crevé caché par un vilain morceau de cuir, un plaie à la patte gauche. Alors que le premier salue le bras droit levé et affiche un regard mauvais, le second lève les deux bras en signe de désespoir, voire de capitulation ; son nez est comme cassé, béant et partiellement recousu ; sa vareuse est déchirée au coude et en d'autres endroits, sa botte droite laisse passer ses orteils ; la fin est proche.
Un troisième volume intitulé Grandeur et décadence du royaume des bêtes sur un texte de Roland de Marès est publié en 1947 chez le même éditeur.

## Transpositions

### Animaux
Les différents peuples et personnages impliqués dans la guerre sont représentés par des animaux :
| Population                    | Animaux représentatifs                                         | Personnalité           | Animal représentatif                                                  |
| ----------------------------- | -------------------------------------------------------------- | ---------------------- | --------------------------------------------------------------------- |
| Allemands                     | loups                                                          | Adolf Hitler           | « le Grand Loup » « toujours en fureur »                              |
| Allemands                     | loups                                                          | Hermann Göring         | « le Cochon Décoré »                                                  |
| Allemands                     | loups                                                          | Erwin Rommel           | « le fameux lieutenant du Grand Loup »                                |
| Allemands                     | loups                                                          | Joseph Goebbels        | « le Putois Bavard » « un avorton de putois, hargneux et contrefait » |
| Allemands                     | loups                                                          | Rudolf Hess            | « le plus fidèle lieutenant du Grand Loup »                           |
| Américains                    | bisons                                                         | Franklin Roosevelt     | « l'Élu des Bisons »                                                  |
| Américains                    | bisons                                                         | Congrès des États-Unis | « le Congrès des Bisons »                                             |
| Grecs                         | un peuple millénaire dont les exploits remontent à l'Antiquité |                        |                                                                       |
| Australiens                   | kangourous                                                     |                        |                                                                       |
| Belges                        | lionceaux                                                      |                        |                                                                       |
| Suisses                       | bergers                                                        |                        |                                                                       |
| Britanniques                  | dogs (chiens)                                                  | Winston Churchill      | « le Premier des Dogs »                                               |
| Britanniques                  | dogs (chiens)                                                  | Bernard Montgomery     | « Un Dog choisi parmi les Dogs maigres »                              |
| Chinois                       | buffles et dragons                                             |                        |                                                                       |
| Danois                        | dogue danois (au pelage arlequin)                              | le roi des Danois      |                                                                       |
| Éthiopiens                    | lions                                                          | Hailé Sélassié         | « le Roi des rois des Animaux »                                       |
| Français                      | lapins, grenouilles, écureuils et cigognes                     | Charles de Gaulle      | « notre cigogne nationale »                                           |
| Troupes coloniales françaises | léopards                                                       | Charles de Gaulle      | « notre cigogne nationale »                                           |
| Italiens                      | hyènes                                                         | Benito Mussolini       | « la Hyène à peau de louve »                                          |
| Japonais                      | singes jaunes                                                  | Hirohito               | « le Grand Singe »                                                    |
| Néerlandais                   | vaches                                                         |                        |                                                                       |
| Polonais                      | lapins                                                         |                        |                                                                       |
| Soviétiques                   | ours polaires                                                  | Staline                | « le Grand Ours », « maréchal de l'Ourserie »                         |
| Iraniens                      | chats                                                          | Shah d'Iran            | « le Chat impérial »                                                  |

### Toponymes
| Pays/lieu                                          | Nom dans la BD                                            |
| -------------------------------------------------- | --------------------------------------------------------- |
| Égypte                                             | Le pays des dix plaies                                    |
| Ligne Maginot                                      | Livarot                                                   |
| La Grande Allemagne du Troisième Reich             | La Barbarie                                               |
| Pearl Harbor                                       | la base principale des Bisons dans ces régions lointaines |
| Îles hawaïennes du Nord-Ouest (bataille de Midway) | Le Pays des guitares                                      |
| Tulle (massacre de Tulle)                          | Une cité célèbre pour ses dentelles                       |
| Oradour-sur-Glane (massacre d'Oradour-sur-Glane)   | un petit village qu'ils cernèrent                         |

## Style et thèmes abordés
- La Shoah est évoquée brièvement, en deux cases, mais de manière explicite, et l'étoile jaune apparaît dans le détail d'un dessin. Didier Pasamonik note qu'il s'agit là de la première évocation du génocide juif dans une bande dessinée[9], bien que sa description, qui assimile les victimes du régime nazi à des opposants politiques, ait pu être critiquée a posteriori[10]. Le texte, page 25, décrit ainsi la déportation et le génocide, dont la spécificité et l'ampleur n'avaient pas été encore mesurées à la fin 1944 : « Poursuivant plus particulièrement leur vengeance contre certaines tribus d’animaux pacifiques que nous hébergions et à qui nous avions bien souvent ouvert nos portes pour les abriter contre la fureur de la Bête déchaînée, les hordes du Grand loup avaient commencé le plus atroce plan de destruction des races rebelles, dispersant les membres de leurs tribus dans des régions lointaines, séparant les femmes de leurs époux, les enfants de leur mère, visant ainsi l’anéantissement total de ces foules inoffensives qui n’avaient commis d’autre crime que celui de ne pas se soumettre à la volonté de la Bête ».
- La libération de Paris est symbolisée par une transcription du célèbre tableau d'Eugène Delacroix, La Liberté guidant le peuple, avec des différences importantes dans la mimique des personnages. Alors que les visages de Delacroix sont graves, que la Liberté regarde derrière elle les hommes qui montent à l'assaut, les visages de Calvo sont rigolards, la Liberté affiche sa joie. Au fond, le Sacré-Cœur de Montmartre matérialise bien le parisianisme de l'évènement. Le texte souligne la joie des journées d'août 1944 : « Je ne pense pas que dans l'Histoire notre capitale ait jamais connu pareilles journées d'universelle exaltation ! » (p. 88) La page suivante poursuit sur le même thème d'enthousiasme, montrant le char Sherman « Iéna » dans une rue étroite du centre de Paris ; les tours de Notre Dame ferment le fond de la rue. Le nom du char[Note 4],[11] rappelle la bataille d'Iéna (1806), qui s'est terminée par une victoire totale des Français contre les Prussiens alliés aux Saxons. Au premier plan des deux pages, des restes de l'armée allemande (cadavres p. 88, casque, casquette et fusil p. 89) affichent l'écroulement de l'ennemi. La présence des deux édifices religieux rappellent les cloches sonnant à toute volée lorsque la 2e DB (2e division blindée) est entrée dans Paris. Déjà, p. 30, « les bonnes sœurs de charité » avaient matérialisé le dévouement des femmes qui « se dévouaient jusque sous le feu de l'ennemi. »